# Betz (Oise)
Betz je francouzská obec v departementu Oise v regionu Hauts-de-France. V roce 2011 zde žilo 1 071 obyvatel.

## Sousední obce
Acy-en-Multien, Antilly, Bargny, Boissy-Fresnoy, Bouillancy, Lévignen, Villers-Saint-Genest

## Vývoj počtu obyvatel
Počet obyvatel 